# Elecciones parlamentarias de Armenia de 2007
Las elecciones parlamentarias de Armenia de 2007, se llevaron a cabo el 12 de mayo de ese mismo año. 1.364 candidatos se presentaron para los 131 escaños, de los cuales 41 son escaños de circunscripción, mientras que los otros 90 escaños, estaban ocupados por un escrutinio proporcional plurinominal. El umbral electoral es de un 5%.

## Resultados
| Partido político                  | Votantes  | %     | Total de escaños | +/- |
| --------------------------------- | --------- | ----- | ---------------- | --- |
| Partido Republicano de Armenia    | 458.258   | 33,91 | 64               | +33 |
| Armenia Próspera                  | 204.483   | 15,13 | 18               | 18  |
| Federación Revolucionaria Armenia | 177.907   | 13,16 | 16               | +5  |
| Gobierno de Ley                   | 95.324    | 7,05  | 9                | -10 |
| Herencia                          | 81.048    | 6,00  | 7                | +7  |
| Partido Laborista Unido           | 59.271    | 4,39  |                  | -6  |
| Unidad Nacional                   | 49.863    | 3,58  |                  | -9  |
| Nuevos Tiempos                    | 47.060    | 3,48  |                  |     |
| Partido Popular                   | 37.044    | 2,74  |                  |     |
| Partido Sindicalista              | 32.943    | 2,44  |                  |     |
| Partido Popular de Armenia        | 22.762    | 1,68  |                  |     |
| República                         | 22.288    | 1,65  |                  |     |
| Denuncia Unida                    | 17.475    | 1,29  |                  |     |
| Independientes                    |           |       |                  | -38 |
| Votos en blanco/nulos             | 53.812    |       |                  |     |
| Total                             | 1.375.733 | 100,0 | 90               |     |
| Participación electoral           | 59,35     |       |                  |     |

Fuente: Comisión Central Electoral de la República de Armenia
La BBC reportó de una participación electoral superior al 60%. La Organización para la Seguridad y la Cooperación en EuroPA (OSCE) consideró que las elecciones "demostraron una mejora" respecto a las anteriores elecciones parlamentarias, pero dijo que "la intención declarada por las autoridades armenias para manejar las elecciones en línea con los compromisos de la OSCE y los estándares internacionales, no se cumplieron plenamente."
Tanto críticos, como políticos de oposición habían anunciado sus temor a que las encuestas no fuesen demócraticas, a pesar de que los funcionarios reconfortaron los cambios en las leyes electorales, y asegurarán de que habrían elecciones más demócraticas que las muy criticadas llevara a cabo en 2003.